# Elephant Head (Arizona)
Elephant Head es un lugar designado por el censo ubicado en el condado de Pima en el estado estadounidense de Arizona. En el Censo de 2010 tenía una población de 612 habitantes y una densidad poblacional de 31,81 personas por km².

## Geografía
Elephant Head se encuentra ubicado en las coordenadas 31°45′57″N 110°59′31″O / 31.76583, -110.99194. Según la Oficina del Censo de los Estados Unidos, Elephant Head tiene una superficie total de 19.24 km², de la cual 19.24 km² corresponden a tierra firme y (0%) 0 km² es agua.

## Demografía
Según el censo de 2010, había 612 personas residiendo en Elephant Head. La densidad de población era de 31,81 hab./km². De los 612 habitantes, Elephant Head estaba compuesto por el 87.91% blancos, el 0% eran afroamericanos, el 1.63% eran amerindios, el 1.47% eran asiáticos, el 0% eran isleños del Pacífico, el 6.54% eran de otras razas y el 2.45% pertenecían a dos o más razas. Del total de la población el 26.63% eran hispanos o latinos de cualquier raza.